# Югославские войны
Югосла́вские во́йны — серия вооружённых конфликтов в 1991—2001 годах на территории бывшей Югославии в ходе распада страны.
В основном югославские войны включали в себя ряд межнациональных конфликтов между сербами, с одной стороны, и словенцами, хорватами, боснийцами и албанцами с другой, а также хорватско-боснийский конфликт и конфликт между пользовавшейся поддержкой вначале хорватов, а затем сербов Республикой Западная Босния и центральными властями мусульман во главе с Алией Изетбеговичем в Республике Босния и Герцеговина и конфликт между албанцами и македонцами в Северной Македонии, вызванные религиозными и этническими противоречиями. Югославские войны стали самыми кровопролитными в Европе после Второй мировой войны в XX и XXI веке, вплоть до начала вторжения России на Украину в 2022 году. Для расследования совершённых во время войн преступлений был создан Международный трибунал по бывшей Югославии.

## Хронология войн
В целом югославские войны подразделяются на три периода:
- Конфликты в период распада СФРЮ:
  1. Война в Словении (1991);
  2. Война в Хорватии (1991—1995);
  3. Война в Боснии и Герцеговине (1992—1995).
- Военные действия НАТО:
  1. Операция «Обдуманная сила» (Босния и Герцеговина, 1995);
  2. Война НАТО против Югославии (1999).
- Конфликты в албанских районах:
  1. Косовская война (1998—1999);
  2. Конфликт в Прешевской долине (1999—2001);
  3. Вооруженный конфликт в Македонии (2001).

## В культуре
Песня Мортена Харкета «Brodsky Tune» с альбома «Wild Seed» (1995) — была написана на произведение русского поэта Иосифа Бродского «Bosnia Tune». Мортен Харкет лично встречался с Бродским и получил согласие на использование этих стихов. Как сказал в одном интервью Харкет: «...Я написал эту песню во время войны на Балканах. Вообще-то у меня есть одно правило — не касаться в музыке политики. Я нарушил это правило. Основанием для этого стали мои внутренние убеждения».
В 1999 г. участница российской поп-группы t.A.T.u. Лена Катина записала песню «Югославия».
В 2022 г. Radio Tapok (лидер — Олег Абрамов) записал песню «Операция „Союзная сила“».
В компьютерной игре Grand Theft Auto IV главный герой Нико Беллик по сценарию является ветераном Югославской войны.